# Hila Latifi
Hila Latifi (* 1989 in Kabul) ist eine deutsche Politikerin (Die Linke). Sie ist seit 2025 Mitglied der Hamburgischen Bürgerschaft.

## Lebensweg
Hila Latifi floh mit ihrer Familie im Alter von sechs Jahren vor den Taliban aus Afghanistan nach Deutschland. Sie studierte Kunsttherapie und Kunstpädagogik und machte anschließend eine Weiterbildung zur systemischen Beraterin sowie Paar- und Familientherapeutin. Sie sammelte berufliche Erfahrungen in der sozialpädagogischen Familienhilfe, als Beraterin in den Bereichen Asyl und Migration sowie im Gewaltschutz. Jahrelang begleitete sie geflüchtete Familien mit dem Schwerpunkt auf psychische Versorgung.
Seit 2023 ist sie Mutter.

## Politik
Latifi ist seit 2023 Mitglied der Linken und seit 2024 im Vorstand des Hamburger Landesverbands. Bei der Bürgerschaftswahl in Hamburg 2025 zog Latifi über die Landesliste ihrer Partei in das Landesparlament ein, dem sie seit der konstituierenden Sitzung im März 2025 angehört. Sie ist Mitglied im Ausschuss für Gleichstellung und Antidiskriminierung, im Ausschuss für Soziales und Integration sowie im Schulausschuss. Zudem ist sie Fachsprecherin ihrer Fraktion für Feminismus, Diversität, Integration und Antidiskriminierung.